# توهج (مسلسل)
توهج (بالإنجليزية: GLOW) هو مسلسل كوميديا دراما أمريكي من بطولة أليسون بري، بيتي غيلبين، مارك مارون، بريت بارون وكيت ناش.عرض الموسم الأول على نتفليكس في 23 يونيو 2017 والموسم الثاني في 29 يونيو 2018  والموسم الثالث والأخير في 9 أغسطس 2019.

## روابط خارجية
توهج (مسلسل) على موقع IMDb (الإنجليزية)
- توهج (مسلسل) على موقع ميتاكريتيك (الإنجليزية)
- توهج (مسلسل) على موقع روتن توميتوز (الإنجليزية)
- توهج (مسلسل) على موقع نتفليكس (الإنجليزية)
- توهج (مسلسل) على موقع أول موفي (الإنجليزية)
- توهج (مسلسل) على موقع فيلمافينيتي (الإسبانية)
- توهج (مسلسل) على موقع كينوبويسك (الروسية)
- توهج (مسلسل) على موقع ألو سيني (الفرنسية)
- توهج (مسلسل) على موقع قاعدة بيانات الفيلم (الإنجليزية)